# Fabrizio Sceberras Testaferrata
Fabrizio Sceberras Testaferrata (ur. 1 kwietnia 1757 w Valletcie, zm. 3 sierpnia 1843 w Senigallii) – włoski kardynał.

## Życiorys
Urodził się 1 kwietnia 1757 roku w Valletcie, jako syn Pasqualego Sceberrasa Testaferraty i Lucrezii Dorell. Studiował na La Sapienzy, gdzie uzyskał doktorat utroque iure, a następnie został referendarzem Trybunału Obojga Sygnatur. W 1802 roku przyjął święcenia kapłańskie. 20 września 1802 roku został tytularnym arcybiskupem Bejrutu, a 21 grudnia przyjął sakrę. W latach 1803–1816 był nuncjuszem w Szwajcarii. 8 marca 1816 roku został kreowany kardynałem in pectore. Jego nominacja na kardynała prezbitera została ogłoszona na konsystorzu 6 kwietnia i nadano mu kościół tytularny Santa Pudenziana. W 1818 roku został biskupem Senigallii. Zmarł tamże 3 sierpnia 1843 roku.